# Shota Koide
Shota Koide (小井手 翔太 Koide Shota?, nacido el 29 de septiembre de 1981 en Fukuoka) es un exfutbolista japonés. Jugaba de centrocampista y su último club fue el Nara Club de Japón.

## Trayectoria

### Clubes
| Club                 | País      | Año         |
| -------------------- | --------- | ----------- |
| Sagan Tosu           | Japón     | 2004 - 2007 |
| Gainare Tottori      | Japón     | 2007 - 2012 |
| Nakhon Ratchasima FC | Tailandia | 2013 - 2014 |
| Grulla Morioka       | Japón     | 2015        |
| Nara Club            | Japón     | 2016 - 2017 |

## Estadística de carrera

### J. League
| Club            | Año   | J. League | J. League | Copa J. League | Copa J. League | Total | Total |
| Club            | Año   | Part.     | Goles     | Part.          | Goles          | Part. | Goles |
| --------------- | ----- | --------- | --------- | -------------- | -------------- | ----- | ----- |
| Sagan Tosu      | 2004  | 15        | 0         | -              | -              | 15    | 0     |
| Sagan Tosu      | 2005  | 12        | 1         | -              | -              | 12    | 1     |
| Sagan Tosu      | 2006  | 6         | 0         | -              | -              | 6     | 0     |
| Sagan Tosu      | 2007  | 17        | 0         | -              | -              | 17    | 0     |
| Gainare Tottori | 2011  | 34        | 2         | -              | -              | 34    | 2     |
| Gainare Tottori | 2012  | 37        | 4         | -              | -              | 37    | 4     |
| Grulla Morioka  | 2015  | 17        | 0         | -              | -              | 17    | 0     |
| Total           | Total | 138       | 7         | 0              | 0              | 138   | 7     |